# Thé en république démocratique du Congo

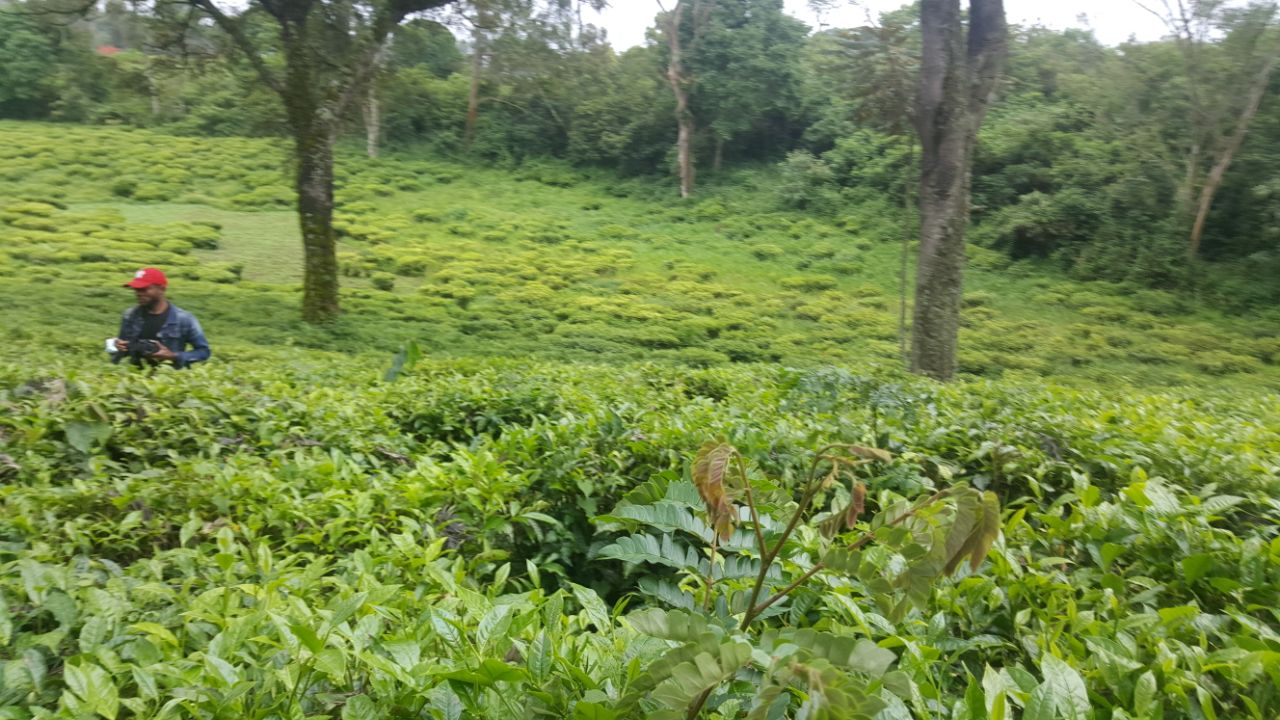
Culture de thé aux extrémités du parc national de Kahuzi Biega en 2023

La production de thé en république démocratique du Congo, florissante dans les années 1970, est au XXIe siècle dans une situation difficile en raison de problèmes structurels et de conflits qui ravagent les régions productrices. La majorité du thé produit, du thé noir CTC, est consommé localement, généralement au petit déjeuner accompagné de lait et de sucre. Plusieurs initiatives au début du XXIe siècle visent à améliorer la capacité d'exportation du secteur ainsi qu’à augmenter le nombre de personnes qu'il emploie.

## Histoire
La production de thé commence au Congo dans les années 1940, lorsque le pays est encore le Congo belge. Dans les années 1970, peu après l'indépendance, le pays est l'un des plus gros producteurs de thé d'Afrique centrale. Les conflits et les guerres mettent à mal la production du pays, qui en 2014 est quasi-inexistante dans le Nord-Kivu et peu développée et non rentable dans le Sud-Kivu.
Cette année, une entreprise indienne, M K Shah Exports Limited, s'installe à Bukavu, attirée par le potentiel de culture que représentent un climat chaud favorable couplé à une terre volcanique riche. Le projet doit faire face à plusieurs obstacles, comme le manque d'électricité, l'absence de soutien du gouvernement, ou les coûts de fabrication élevés, mais permet de renouveler l'équipement destiné à la production de thé CTC, d'ajouter des machines pour la production de thé orthodoxe et d'augmenter la production.

## Production

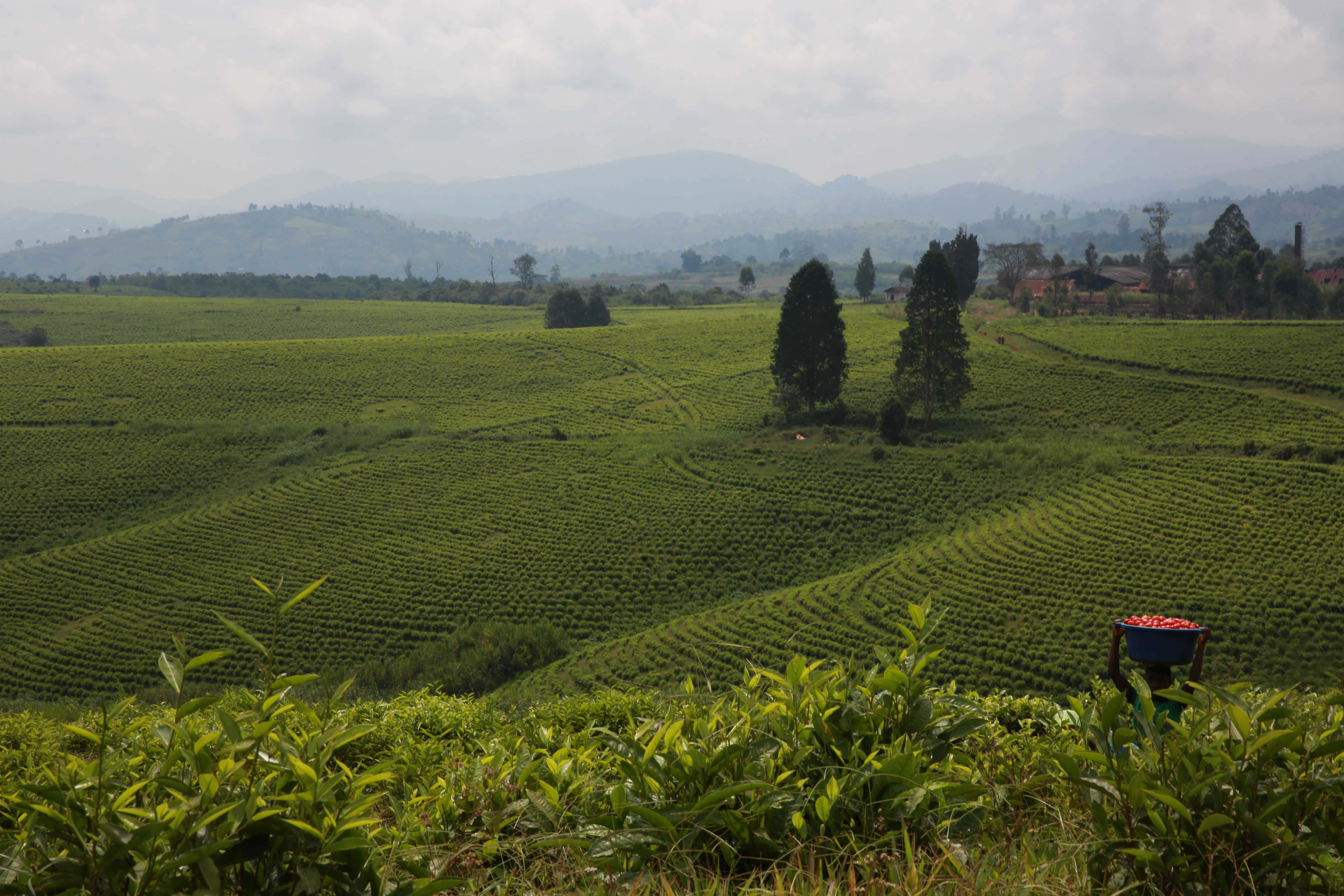
Plantation de thé du Nord-Kivu en mars 2015.

En 2018, la république démocratique du Congo produit 1 000 tonnes de thé par an, pour 1 600 hectares de surface cultivée.
La production de thé dans le Nord-Kivu est un enjeu politique : la région depuis 1994 le théâtre de conflits, entre l'armée congolaise, le Congrès national pour la défense du peuple et les Forces démocratiques de libération du Rwanda, et le chômage est un facteur de recrutement des groupes armés. Toutefois, l'insécurité rend justement difficiles les activités agricoles.

## Commerce
La république démocratique du Congo consomme la majorité du thé qu'elle produit, mais la majorité du thé bu dans le pays est importée d'Ouganda. Le thé exporté l'est soit par les ventes aux enchères de Mombasa, soit par accord direct avec des consommateurs aux États-Unis ou en Europe.
La capacité exportatrice de la RDC varie très fortement avec les années : le pays exporte 177 tonnes de thé en 2017, mais 7 en 2016, 118 en 2018, et une seule en 2019.

## Consommation
Le thé est typiquement consommé le matin, avec du sucre et du lait, qui peut être concentré ou en poudre ; pour certains habitants, cela constitue l'ensemble de leur petit déjeuner, tandis que les populations plus aisées l'accompagnent de pain et d'autres produits.